# سیارک ۹۰۷۶
سیارک ۹۰۷۶ (به انگلیسی: 9076 Shinsaku، نامگذاری:1994JT) نه هزار و هفتاد و ششمین سیارک کشف شده‌است که در ۸ مه ۱۹۹۴ کشف شد.
قدر مطلق سیارک برابر ۱۵٫۵۰ است.